# Station Karawang
Karawang is een spoorwegstation in de Indonesische provincie West-Java.

## Bestemmingen
- Patas Purwakarta: naar Station Purwakarta en Station Jakarta Kota
- Serayu: naar Station Jakarta Kota en Station Kroya
- Tegal Arum: naar Station Jakarta Kota en Station Tegal
- Tawang Jaya: naar Station Pasar Senen en Station Semarang Poncol
- Kutojaya Utara: naar Station Tanahabang en Station Kutoarjo
- Progo: naar Station Pasar Senen en Station Yogya Lempuyangan
- Senja Bengawan: naar Station Tanahabang en Station Solo Jebres
- Gaya Baru Malam Selatan: naar Station Jakarta Kota en Station Surabaya Gubeng
- Brantas: naar Station Tanahabang en Station Kediri